# Тепцов, Олег Павлович
Оле́г Па́влович Тепцо́в (род. 5 октября 1954, Ленинград, РСФСР, СССР) — советский и российский кинорежиссёр, сценарист, продюсер, музыкант.

## Биография
Олег Тепцов родился в 1954 году в Ленинграде. Получил разностороннее образование. В 1979 году окончил Ленинградскую государственную консерваторию им. Римского-Корсакова по классу гобоя (педагог К. Никончук), в 1984 году — режиссёрское отделение ВКСР (мастерская Э. В. Лотяну).
Большой успех режиссёру принесла дебютная картина «Господин оформитель». Первый вариант фильма был сделан в 1986—1987 годах в качестве дипломной работы. Фильм был одобрительно встречен комиссией Госкино, после чего были выделены дополнительные средства для создания полнометражного второго варианта картины для проката на большом экране.
Красочный и экспрессивный, наполненный мистикой, фильм, рассказывающий необычную историю, приключившуюся с художником-оформителем в Петербурге в 1910-е годы, явился настоящим шедевром. Музыку к обоим вариантам фильма написал композитор и музыкант Сергей Курёхин.
Фильм был успешно выпущен в прокат и тут же стал культовым явлением. Позднее он неоднократно выпускался на видеокассетах и DVD.
В 1989 году Тепцов поставил по сценарию Юрия Арабова игровой фильм «Посвящённый», музыку к которому также написал и исполнил Курёхин. Вторая кинокартина Олега Павловича прошла почти незамеченной. Впоследствии фильм не выходил в продажу ни на видеокассетах, ни на DVD. Сложное, таинственное, красиво сделанное кино, поднимающее ряд важнейших философских проблем, ныне практически забыто и является кинематографической редкостью.
По материалам музыкального сопровождения фильмов был составлен и записан альбом Сергея Курёхина под общим названием «Господин Оформитель».
В 1990-е годы режиссёр также снял по собственным сценариям документальные фильмы «Красная Армия» (1991) и «Похороны Ленина» (1993). Во второй половине 1990-х годов писал сценарии для зарубежных кинокомпаний. В 1999 году возглавил Санкт-Петербургский общественный фонд культуры.
В 2000—2010 годах Тепцов работал над кинопроектом «Любовь к Пиковой даме», основанной на повести А. С. Пушкина и опере П. И. Чайковского. Повесть с таким названием была им закончена в 2001 году; предполагается, что она станет основой фильма.

## Фильмография

### Художественные фильмы
- 1988 — Господин оформитель
- 1989 — Посвящённый

### Документальные фильмы
- 1991 — Красная Армия (документальный)
- 1993 — Похороны Ленина (документальный)

### Сценарии фильмов
- 1991 — Красная Армия
- 1993 — Похороны Ленина

### Продюсер
- 2009 — Татарская княжна

## Награды
- 1987 — Смотр-конкурс СК Казахстана в Алма-Ате (Приз за лучшую режиссуру, фильм «Господин оформитель»).
- 1990 — МКФ в Берлине (участие в Программе «Forum», фильм «Посвящённый»).